# Karl Hapke
Karl Hapke (auch: Carl Hapke; Künstlersignatur C. Hapke; * 21. September 1876 in Hersfeld; † 28. April 1955 in Hannover) war ein deutscher Maler und Professor, der vor allem als „Maler Alt-Hannovers“ bekannt wurde.

## Vorfahren
Karl Hapke war der Ur-Urenkel des Schneidergesellen Conrad Anton Hapke aus Gehrden, der am 12. Mai 1746 dem „Löblichen Schneiderambt der Alten- und Neustadt Hannover“ sein Meisterstück vorlegte und 1762 in Hannover das Haus in der Neuen Straße 61 erwarb. Dieser Ur-Urgroßvater entstammte einer weitverzweigten Schäferfamilie aus dem nördlichen Vorland des Deisters. Jüngere Ahnen von Karl Hapke waren Handwerker wie Schneider, Tischler und Maurer in Hannover. Karl Hapkes früh verwitwete und wiederverheiratete Großmutter betrieb einen Kleinhandel im Rösehof.

## Leben

### Kindheit
Karl Hapkes Vater Friedrich ging als Maurergeselle auf Wanderschaft und lernte die spätere Mutter Hapkes, Marie Magdalene Hild in Hersfeld kennen, wo Karl auch geboren wurde. Mit den Eltern und Bruder Christian zog Karl Hapke 1878 nach Hannover, anfangs zur Großmutter, bald darauf in den benachbarten Johannshof. Insgesamt hatte Karl Hapke acht Geschwister.
Erste Malübungen hinterließ Hapke als betitelte Kohlezeichnung oder Kreidemalerei auf Bürgersteigen und an Hauswänden. Nachdem der Vater eine Stelle als Bühnenarbeiter im Opernhaus Hannover erhalten hatte, erfolgte ein Umzug in die damals vornehmere Osterstraße. Angeregt durch den Arbeitsort des Vaters wurde Hapke Ballettschüler und erinnerte sich noch im Alter gern an seinen Auftritt als „Solofrosch“.

### Ausbildung, Militär, Studien
Als 14-Jähriger begann Hapke eine Lehre als Dekorationsmaler bei Lüdemann & Clasen in der Rautenstraße. 1884 bestand er die Gehilfen-Prüfung an der Handwerker- und Kunstgewerbeschule mit der Note „Sehr gut“. Zwei Jahre danach meldete er sich 1896 freiwillig zum zweijährigen Militärdienst im Hannoverschen Infanterieregiment 73. Seine früheren Lehrer verschafften Hapke ein Stipendium der Stadt für die Werkkunstschule Hannover, was Hapke während der letzten sechs Semester in die Lage versetzte, am Tagesunterricht teilzunehmen. Hier wurden insbesondere die Professoren Otto Hamel, Wilhelm Fettköter und Ernst Jordan prägend für den noch jungen Künstler.
Besondere Leistungen brachten Hapke ein weiteres Stipendium für die Kunstakademie Dresden ein, wo er nach vier Semestern „mit glänzenden Zeugnissen abschloß“.

### Erwerbsleben ab 1898
Zwischen 1898 und 1905 arbeitete Hapke in Hildesheim, Celle und Danzig.
In Hannover war Hapke an den Ausmalungen des Neuen Lindener Rathauses (möglicherweise unter Otto Hamel), der Neustädter Kirche und des Künstlerhauses, „möglicherweise als Mitarbeiter von Otto Wichtendahl.“
Unter drei Angeboten von den Kunstgewerbeschulen in Hamburg, Hildesheim und Essen entschied sich Hapke für letztere: Ab 1905 bis zu seiner Pensionierung 1933 unterrichtete Hapke „Dekorative Malerei“ an der Gewerbeschule Essen (der späteren Folkwangschule), unterbrochen nur durch seine Teilnahme als Soldat von 1914 bis 1918 im Ersten Weltkrieg in Flandern, Frankreich und Russland, was ihm ein bleibendes schweres Rheumaleiden einbrachte. Zuvor hatte Hapke 1907 in der Neustädter Kirche die drei Jahre jüngere und in der Calenberger Neustadt geborene Magdalene Gipkens geheiratet, deren Eltern ursprünglich aus der Gegend um Kleve zugezogen waren.
In den drei Jahrzehnten in Essen lehrte Hapke „Freihandzeichnen, Aquarellieren, Stilisieren, Dekorationsmalen, Akt- und Portraitzeichnen“, seine bekanntesten Schüler dort waren Georg Sluyterman von Langeweyde und Josef Pieper. Seine Urlaubswochen verbrachte Hapke regelmäßig bei den Eltern in der Großen Duvenstraße in Hannover.

### Hannover 1934–1945
Aufgrund seines Rheumas ließ sich Hapke im Alter von 58 Jahren vorzeitig pensionieren und zog 1934 mit seiner Gemahlin in eine Wohnung in der Oesterleystraße in Hannover. Zusammen mit seinem nur wenige Tage jüngeren Jugendfreund Theodor Schrader (1876–1953), der in den hannoverschen Tageszeitungen Zeichnungen Hapkes „literarisch-interpretierend“ ergänzte, spürte Hapke immer neue Motive in Hannover auf.
Bedeutsamer wurde jedoch eine künstlerische Freundschaft mit dem Stadtarchivar Karl Friedrich Leonhardt, der ihm die Anregung zu einer Serie von Werken mit Stadtansichten von Hannover gab, die laut Leonhardt „eine bildmäßige Rekonstruktion des Straßenbildes […] zwischen 1700 und 1800“ ergeben. 1944 nannte Friedrich Lüddecke diese Werke „nicht Bilder der freien Phantasie, sondern Rekonstruktionen nach historisch wissenschaftlichen Gesichtspunkten unter der kritischen Überwachung eines hervorragenden Kenners der Stadtgeschichte“.
Vom Stadtarchiv Hannover erhielt Hapke den Auftrag zu einer Reihe von Aquarellen. Anlass für die von 1937 bis 1939 entstandenen Werke war eine Veröffentlichung zu einer beabsichtigten Ausstellung zum Stadtjubiläum, die jedoch durch den beginnenden Zweiten Weltkrieg nicht zustande kam. Der Auftrag inspirierte Hapke zu Studien über die Kleidung der Hannoveraner in früheren Jahrhunderten. Die Werke dieser Zeit beschrieb Georg Schnath im Nachruf für Leonhardt als „ein einzigartiges Bilderwerk, das der Maler Hapke im Wesentlichen nach Leonhardts Angaben und nach seinen Forschungen zusammenstellte, eine bildmäßige Rekonstruktion des Straßenbildes der Alt- und Neustadt Hannover etwa für die Zeit zwischen 1700 und 1800, das alle seither verschwundenen, versetzten oder veränderten Bauten vor dem Auge des Beschauers wiedererstehen lassen sollte, ein Versuch, der in dieser Gestalt wohl nirgends gemacht war und an den sich zusammen mit dem Künstler auch nur ein Forscher von Leonhardts überragender Kenntnis der alten Straßen und Häuser der Stadt wagen konnte.“
Durch die „Liebe zum Detail unterscheidet… [Karl Hapke] sich… von allen seinen Vorgängern, etwa Osterwald, Kretschmer, Lange und anderen, die das Stadtbild um die Mitte des… 19. Jahrhunderts malten. Sie nahmen die wichtigen und hervorragenden Bauten zum Objekt, die Kirchen und das Rathaus, die Schlösser und Denkmäler, das Opernhaus und den Bahnhof. Das Unscheinbare und Kleine blieb Randerscheinung für sie, für Hapke dagegen war es die Hauptsache und das Wesentliche.“
Zwischen 1939 und 1940 schuf Hapke noch circa 30 Aquarelle für eine von der hannoverschen Brauer-Gilde geplante Festschrift. Wenn der in den Straßen der Altstadt wohlbekannte Maler so ein neues Motiv auf Papier bannte, kam es auch zu kritischen Äußerungen der Umstehenden, im hannoverschen Plattdeutsch etwa „Se hebbet jäo usen Schosteen vergäten!“ (Übers.: „Sie haben ja unseren Schornstein vergessen!“). Doch die Arbeiten dieser Zeit zeigten sowieso nicht ein exaktes Abbild der dreißiger Jahre, sondern eher das aus Hapkes Jugendzeit, um auch bei Ansichten „nach der Natur“ einen früheren Zustand zu rekonstruieren. Diese detailverliebten Rekonstruktionen lassen „jede soziale Kritik“ verstummen, es blieb „nur die romantisch verklärende Erinnerung an die Umwelt einer glücklichen, für immer vergangenen Kinderzeit“.
Hapke erlebte in Hannover die das alte Stadtbild bald völlig zerstörenden Luftangriffe auf Hannover: Nach der Bombennacht vom 9. Oktober 1943 stand er selbst vor den Trümmern seiner Wohnung in der Osterleystraße. In der Folge fand das kinderlose Ehepaar Asyl für die schlimmste Notzeit erst in Bad Nenndorf, dann in Berenbostel, dann im Stadtteil Döhren.

### Nachkriegszeit
Erst 1948 konnte das Ehepaar Hapke wieder eine eigene Wohnung im Stadtteil Wülfel beziehen, wo später eine Straße nach Hapke benannt wurde.
Das Rheumaleiden hatte sich inzwischen jedoch so sehr verschlimmert, dass Hapke beinahe gelähmt war und insbesondere seine rechte Hand kaum noch bewegen konnte. Schließlich konnte er nur noch eine Fläche von rund 15 cm² aquarellieren, die seine geduldige Ehefrau immer wieder nach dem Wunsch des Künstlers drehen musste. Um das Blau des Himmels aufzutragen, musste das Blatt beispielsweise stets mit der oberen Hälfte nach unten gedreht werden. In jener Zeit malte Hapke nur noch nach fotografischen und anderen Vorlagen oder aus der Erinnerung. Schon 1944 erläuterte Hapke Friedrich Lüddecke zu seiner Methodik: „Ja, wissen Sie, ich habe so lange und so oft vor den einzelnen Motiven gestanden, dass ich mich auf die Farbe jeder Tür und jedes Balkens erinnern kann.“ Erst im Alter von 76 Jahren gab Hapke das Malen ganz auf. Nach einer Schilderung einer Freundin des Ehepaares, Erna Bues, soll der tief religiöse Karl Hapke jedoch bis kurz vor seinem Tod ein innerlich fröhlicher Mensch geblieben sein, der dem jeweiligen Besucher stets mit fröhlichem Zuruf und blitzenden Augen das Gefühl vermittelte, er (der Besucher) sei der Bevorzugte.
„Wenige Monate vor seinem Tod schenkte der Maler eine geschlossene Sammlung von 109 Sepiazeichnungen, etwa ein Drittel seines Werkes, dem Heimatbund Niedersachsen mit der Bedingung, diesen Bestand unverändert zusammenzuhalten und nicht zu veräußern“. 1954 wurde Karl Hapke Ehrenmitglied des Heimatbundes Niedersachsen.
Karl Hapke starb 1955 im Alter von 79 Jahren und wurde auf dem Stadtfriedhof Engesohde begraben. Dorthin folgte ihm ein halbes Jahrzehnt später seine Ehefrau.

## Ehrungen
- 1954 wurde Karl Hapke Ehrenmitglied des Heimatbundes Niedersachsen.[5]
- Der 1973 angelegte Hapkeweg im hannoverschen Stadtteil Mittelfeld ehrt mit seiner Namensgebung den Maler.[7]

## Werke (unvollständig)
- Beteiligung in Hannover an den Ausmalungen
  - des Lindener Neuen Rathauses,
  - der Neustädter Kirche und
  - des Künstlerhauses
- Rund 300 hannoversche Werke, die als Aquarelle, Sepiazeichnungen oder als Federzeichnungen erhalten sind, verwahrte anfänglich der Heimatbund Niedersachsen.[3] Heute befindet sich dieser Nachlass im Historischen Museum Hannover.[5] Darunter sind lediglich zwei Werke bekannt, die das kriegszerstörte Hannover zeigen;
  - die Ecke Schmiedestraße/Knochenhauerstraße während des Brandes, und
  - der Blick von der Calenberger Neustadt zu den Ruinen von Beginnenturm und Marktkirche.[1]
- Eine geringe Anzahl in Privatbesitz: Ölgemälde, Rötel- und Bleistiftporträts von Familienangehörigen und Freunden, Blumenstücke als Aquarell, Glückwunsche in Federzeichnung[5]
- Mehrere Kacheln mit Ansichten des alten Hannovers[5]
- Zahlreiche Werke von Hapke, z. B. aus Essen oder Hannover, wurden in Form von Ansichtskarten reproduziert[8]

## Ausstellungen
- 1959/60: 107 Werke unter dem Titel „Aus dem alten Hannover“, veranstaltet vom Heimatbund Niedersachsen und dem Niedersächsischen Heimatmuseum in der Kuppelhalle des Neuen Rathauses in Hannover[1]
- 1965: zum 10. Todestag des Künstlers rund 40 Arbeiten, gezeigt durch das Stadtarchiv Hannover[1]